# Чарльз Дженкінс
Чарльз Ламонт Дженкінс (англ. Charles Lamont Jenkins; нар. 7 січня 1934) — американський легкоатлет, який спеціалізувався в бігу на короткі дистанції.

## Із життєпису
Дворазовий олімпійський чемпіон-1956 з бігу на 400 метрів та в естафеті 4×400 метрів.
Екс-рекордсмен світу в естафеті 4×440 ярдів.
Працював головним тренером з легкої атлетики в Університеті Вілланови, своїй альма-матер. Одним з його підопічних був син Чарльз, який здобув звання олімпійського чемпіона-1992 у складі американської естафетної команди 4×400 метрів.

## Основні міжнародні виступи
| Рік  | Змагання         | Місто    | Місце | Дисципліна |
| ---- | ---------------- | -------- | ----- | ---------- |
| 1956 | Олімпійські ігри | Мельбурн | 1     | 400 м      |
| 1956 | 1                | 4×400 м  |       |            |